# Pustynia neptunowa

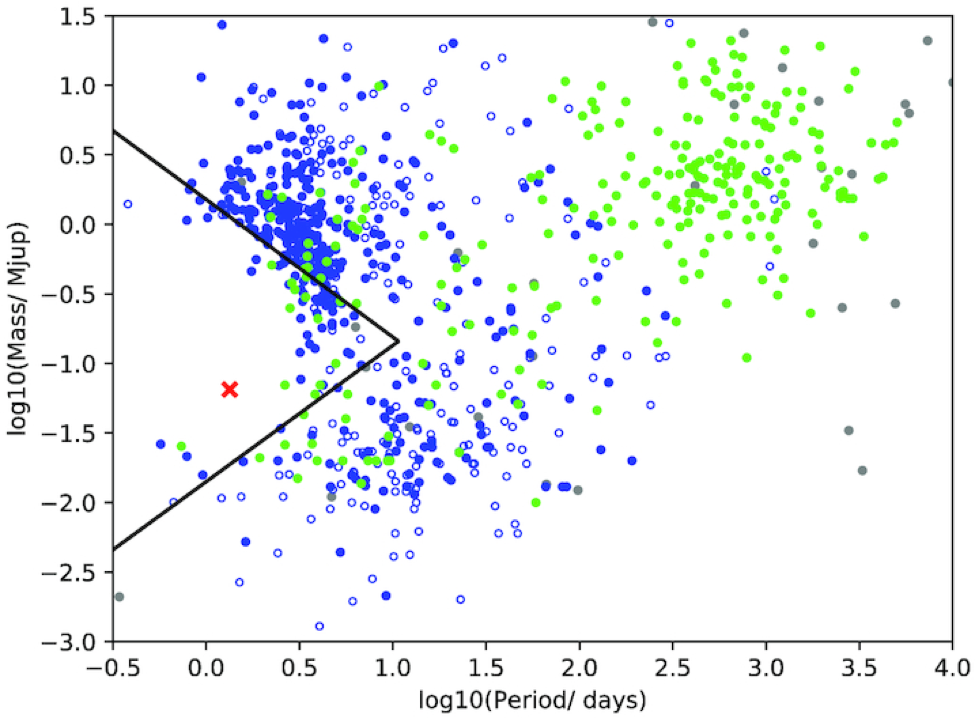
Rozkład masy w funkcji okresu orbitalnego planet (ze zmierzoną masą).
Niebieski – planety odkryte za pomocą tranzytu.
Zielony – planety odkryte pomiarami prędkości radialnych.
Szary – planety odkryte innymi metodami.
Czarne linie zaznaczają obszar pustyni naptunowej.
Czerwonym krzyżem oznaczono NGTS-4b.

Pustynia neptunowa (ang. Neptunian desert) – obszar wokół gwiazdy, w którym nie znaleziono egzoplanet wielkości Neptuna (około 0,1 masy Jowisza) i okresach krótszych niż 2–4 dni. Taki region jest poddawany silnemu promieniowaniu gwiazdy, co uniemożliwia planetom utrzymanie gazowej atmosfery, pozostaje jedynie skaliste jądro.
W 2018 w obserwatorium Paranal odkryto planetę pozasłoneczną NGTS-4b o rozmiarze minineptuna, ale krążącą wokół gwiazdy w obszarze pustyni neptunowej. Pomimo tak bliskiej odległości od gwiazdy zachowała swoją atmosferę.